# Mesida gemmea
Mesida gemmea là một loài nhện trong họ Tetragnathidae.
Loài này thuộc chi Mesida. Mesida gemmea được miêu tả năm 1882 bởi Hasselt.